# Cryptoblepharus plagiocephalus
Cryptoblepharus plagiocephalus är en ödleart som beskrevs av  Jean Theodore Cocteau 1836. Cryptoblepharus plagiocephalus ingår i släktet Cryptoblepharus och familjen skinkar.

## Underarter
Arten delas in i följande underarter:
- C. p. plagiocephalus
- C. p. ruber